# Трифиллий Левкуссийский
Трифи́ллий (греч. Τριφύλλιος; лат. Triphillios; ~ 290 — ~ 370) — первый епископ Левкусии. Почитается Православной церковью и Католической церковью в лике святителей. Память совершается в Православии — 13 июня (26 июня), в Католичестве — 13 июня. Трифилий — ученик Спиридона Тримифунтского.

## Биография
Место, где родился Трифилий неизвестно. Но, поскольку его имя связано с именем его учителя Спиридона Тримифунтского и с Левкусией, где первым епископом он был, то родиной Трифиллия мог быть один из этих двух городов: Треметусия и Никосия. Имена родителей Трифиллия не известны. Но они должны были богатыми людьми. Этот вывод следует из образования, которое получил Трифиллий. Трифилий получил хорошее начальное образование в двух духовно-образовательных центрах острова, в Саламине и Солах, после чего родители отправили Трифиллия для продолжения образования учиться в Бейрут.
В Бейруте Трифиллий завершил учебу, становится юристом и ритором. Трифиллий не вернулся немедленно на Кипр, а остался на время в Бейруте, где успешно трудился по профессии, занимался адвокатурой. В кругах образованного общества Трифиллий выделялся благодаря ораторскому искусству и мудрости. 
В 313 году Константин Великий издал Миланский эдикт, благодаря которому было провозглашена веротерпимость. Спиридон Тримифунтский был отпущен на свободу и продолжил свою пастырскую деятельность на Кипре. Трифиллий переезжает на Кипр и становится учеником Спиридона. Здесь, на Кипре, Трифиллий занимается благотворительностью. Спиридон рукоположил Трифиллия в начале в дьякона, а затем в иерея, после чего поставил Трефиллия епископом Левкуссий (Лидры). Вместе со Спиридоном Трифиллий был в Антиохии, их позвал к себе император Констанций II. Согласно Житию Спиридона император заболел неизлечимой болезнью. Не получив помощи от врачей, император обращается с молитвой к Богу. Во сне Констанцию является Ангел показывает ему собор святителей и указывает на двух из них. Ангел объясняет императору, что только через них он может получить исцеление. Спиридон и Трифилий приходят и исцеляют императора. Вместе со Спиридоном Трифиллий участвует в 343 году  Сардикийском соборе. На Кипре Трифиллий занимается проповедничеством, а так же строит два монастыря, мужской и женский. При мужском монастыре им было создано кладбище, на котором Трифиллий и был похоронен. 
При нападении на Кипр сарацин, около 640 года, мощи Трифиллия частью обгорели, но сохранившаяся глава и до настоящего времени хранится в Никосийской греческой церкви.
Иероним Стридонский написал в своей книге «О знаменитых мужах» о Трифилии следующее:
Трифилий, епископ Ледры, или Левкотеона, на Кипре, был одним из самых красноречивых людей своего времени и выдвинулся во время правления Констанция. Я прочитал его комментарий на Песнь Песней. Говорят, что он написал много других книг, но ни одна из них не дошла до нас.
В Русской церкви память Трифиллия совершается вместе с памятью мученицы Акилины. Служба помещена в Минею. Гимнография, посвященная Трифиллию, состоит из трёх стихир на «Господи воззва́х», тропаря, канона второго гласа, седальна; кондака.